# Pilgrimhaus

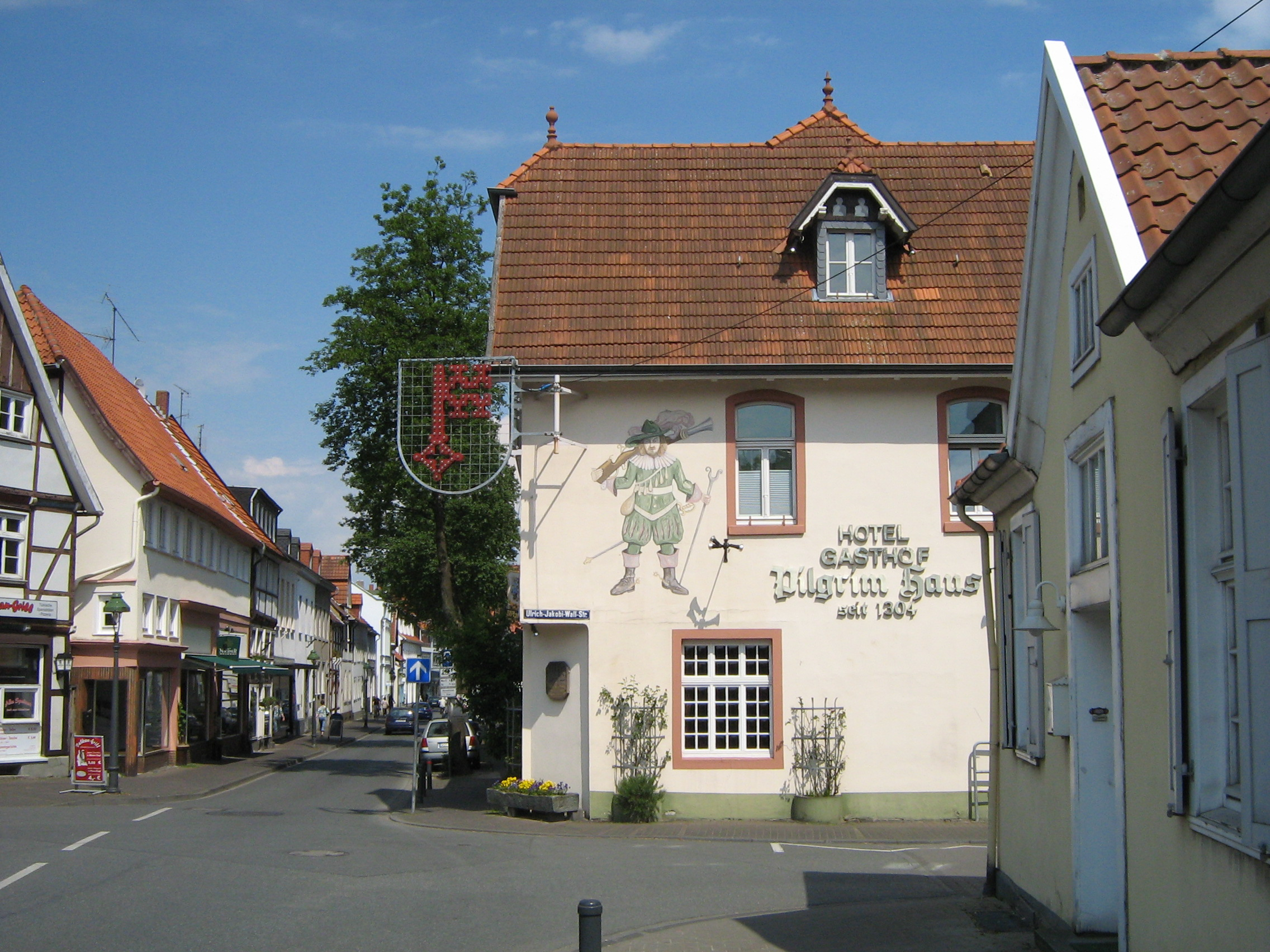
Das Pilgrimhaus am Jakobitor, Blick in die Altstadt von Westen her. Man beachte das Bild des Jägers von Soest an der Westfassade des Gebäudes.

Das Pilgrimhaus, ursprünglich niederdeutsch Pilgrim-Hius an Sünte Jaokops-Paoten, ist als ältester Gasthof Westfalens nach Satzung von 1304 eine ehemalige, zum Kloster Paradiese gehörende Pilgerherberge in Soest. Sie wurde vornehmlich von den Jakobspilgern genutzt.
Das Pilgrimhaus liegt am Jakobitor in Soest, dort wo der Hellweg nach Westen die Stadt verlässt. Dendrochronologische Untersuchungen belegen, dass die Anfänge des Gebäudes auf das Jahr 1294 zurückgehen. Die satzungsmäßige Festlegung der vermutlich schon bestehenden Pilgerherberge erfolgte am 2. Dezember 1304 durch den Rat der Stadt Soest. Diese Pilgerherberge lag jedoch zunächst vor dem Jakobitor, also außerhalb der Stadtmauern, damit Pilger, welche die Stadt nicht mehr vor Toresschluss erreichten, hier Unterkunft finden konnten. Doch bereits während der Soester Fehde (1444–1449) beschloss die Stadt, die ungeschützte Pilgerherberge in das heutige, bis dahin als Hospital („Neues Hospital am Jakobitor“) genutzte Massivhaus direkt hinter dem Tor zu verlegen.
Grimmelshausens Jäger von Soest, der dem Simplicissimus-Roman nach am Jakobitor Schildwache hielt, ehelichte eher unfreiwillig die Tochter des Wirtes der benachbarten Herberge.
Das spätestens seit der Fehde ununterbrochen als Herberge/Gaststätte dienende Gebäude wurde zeitweilig auch als Brennerei und Brauerei genutzt. Die letzten größeren baulichen Veränderungen datieren von 1910, als das Pilgrimhaus einen westlichen Querflügel und einen bis heute bestehenden Jugendstil-Wintergarten erhielt. Im Februar 2005 war das 700-jährige Pilgrimhaus offizielles Denkmal des Monats (NRW).
Heute ist das Pilgrimhaus ein Hotel und Restaurant der gehobenen Gastronomie.